# -tania
El sufijo -tania o -etania denota un territorio o región en la península ibérica (y otras zonas romanizadas). El gentilicio es «-tano», «-tana», «-tanos», «-tanas». Antiguas inscripciones romanas en latín usan -tanum, y como gentilicio -tani. Tienen su origen histórico en la Iberia prerromana. Su origen etimológico es discutido por los lingüistas.  

## Etimología
El jesuita manchego Hervás y Panduro propuso su vinculación a las lenguas celtas, en las cuales la raíz *tan o *taín significa departamento o región. En irlandés, tan significa país.
Otros filólogos, como Pablo Pedro Astarloa, sugieren una combinación del sufijo euskera *eta (como en Arteta, Lusarreta, Olleta) con la raíz latina *nia, utilizada en topónimos (como Germania, Hispania, Romania).
Otra teoría, desarrollada parcialmente por el jurista aragonés Joaquín Costa, relaciona ese sufijo con el bereber *ait, que significa tanto «hijo de» como «la tribu», o con *at, «gentes». Esta teoría que apoya en que «aide» es pariente en euskera (teoría vascobereber).
La forma de gentilicio usada por algunos epígrafes en lengua íbera encontrados en monedas es -ken o -sken, como en Ikalesken, que no guarda relación con -tanus latino, lo que hace pensar que -tania pueda ser una denominación de origen romano. Según el historiador y arqueólogo Manuel Gómez-Moreno, el sufijo latino -tani corresponde al -scen íbero, Por ejemplo los ausetanos (ausetani) que se autonominaban ausesken. Los romanos también aplicaron este sufijo a otros pueblos del Mediterráneo occidental (Cerdeña y Sicilia), y en menor grado a los de la península itálica, donde sin embargo prevalece el sufijo -ates. Antes del contacto romano con los pueblos íberos, ya existían colonias griegas en Iberia. Los antiguos griegos usaron el sufijo más antiguo -ητες (-etes), -εται o -ηται (-etai), que sería reemplazado por -ητανοι o -ετανοι (-etani), según el investigador Ulrich Schmoll (1953).
Asimismo, cabe considerar que muchas veces el sufijo quizá no sea -tanus, sino -anus, cuando la t forma parte de la radical, como en el caso de contestani (contest-ani) para Contextus o edetani (edet-ani) para Edeta.

## Ejemplos
- Accitania

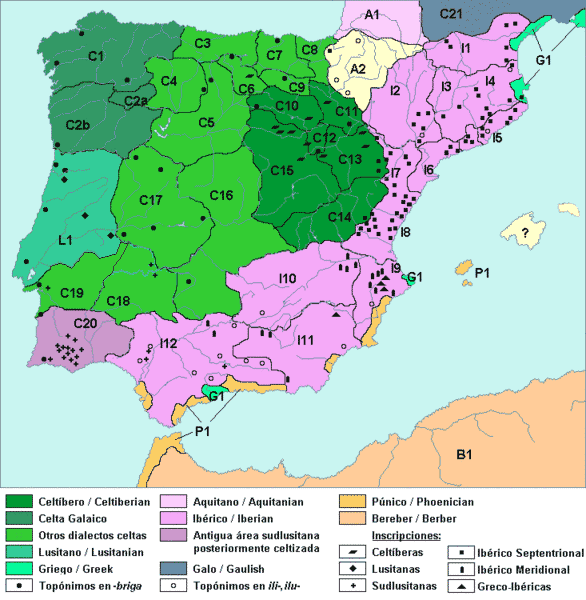
Familias lingüísticas de la península ibérica antes de la romanización
C1: Galaicos / C2b: Brácaros / C3: Cántabros / C4: Astures / C5: Vacceos / C6: Turmogos / C7: Autrigones-Caristios / C8: Várdulos / C9: Berones / C10: Pelendones / C11: Belos / C12: Lusones / C13: Titos / C14: Olcades / C15: Arévacos / C16: Carpetanos / C17: Vetones / C18-C19: Célticos / C20: Conios / L1: Lusitanos / I1: Ceretanos / I2: Ilergetes / I3: Lacetanos / I4: Indigetes / I5: Layetanos / I6: Ilercavones / I7: Sedetanos / I8: Edetanos / I9: Contestanos / I10: Oretanos / I11: Bastetanos / I12: Turdetanos / G21: Galos / G1: Griegos / P1: Fenicios/Cartagineses / B1: Bereberes.

- Ausetania, poblado íbero que ocupó la actual comarca de Osona.
- Bastetania
- Bergistania, poblado íbero que ocupó la actual comarca del Bergadá y la cuenca alta del río Llobregat.
- Carpetania
- Ceretania, poblado íbero que ocupó la actual comarca de la Cerdaña.
- Contestania, de donde procede el topónimo Cocentaina.
- Cosetania, poblado íbero que ocupó las actuales comarcas del Campo de Tarragona, el Penedés y el  Bajo Llobregat.
- Egitania
- Ilergetania, poblado íbero que ocupó las actuales comarcas de Lérida y las cuencas de los ríos Segre y Cinca.
- Ilorcitania, de donde procede el topónimo Lorquí.
- Indigetania, poblado íbero que ocupó las actuales comarcas de Gerona y el Ampurdán.
- Jacetania
- Lacetania, poblado íbero que ocupó las actuales comarcas de la Cataluña Central.
- Layetania, poblado íbero que ocupó las actuales comarcas de Barcelona, el Vallés y el Maresme, entre los ríos Llobregat y Tordera
- Lusitania
- Oretania
- Sedetania
- Suessetania (de los suessetani)
- Turdetania
- Vescitania, con capital en Huesca.

### Fuera de la península ibérica
- Aquitania, actual suroeste de Francia
- Massilitanus (Massilitani), para los habitantes de Massalia, actual Marsella.
- Mauritania, actual Magreb
  - Tingitania o Transfretania
    - De dónde deriva el nombre de Península tingitana
- Occitania
  - Arpitania, que fue creado en la década de los 70 de Arpes (Alpes) y -tania (imitando a Occitania)
- Zeugitania, actual norte de Túnez

### Como gentilicio
- Aracelitani
- Calagurritani, ('calagurritanos', actual gentilicio de Calahorra).
- Celtitanum (keltitan)
- Iluberitani, de la antigua Ilíberis.
- Ossigitani, gentilicio de Ossigi.

En Cerdeña:
- Celsitani
- Cunusitani
- Giddilitani
- Neapolitani
- Noritani
- Salcitani
- Scapitani
- Solcitani